# Thecophora metallica
Thecophora metallica är en tvåvingeart som beskrevs av Camras 1962. Thecophora metallica ingår i släktet Thecophora och familjen stekelflugor.
Artens utbredningsområde är Madagaskar. Inga underarter finns listade i Catalogue of Life.